# ابن عبدون المكناسي
ابن عبدون المكناسي، ( .... ـ .... / 659هـ ـ ....) . شاعر، من أكبر أدباء المغرب في عصره .

## سيرته
هو أبو عبد الله محمد بن عبدون بن قاسم الخزرجي ، من أهل مكناسة، و دخل مدينة فاس، و كان شاعرا مجيدا، و هو شاعر أهل العدوة كما جاء في كتاب جذوة الاقتباس في ذكر من حل من الأعلام مدينة فاس لابن القاضي المكناسي.

## حاله
كما جاء في وصف حال ابن عبدون المكناسي في كتاب النبوغ المغربي في الأدب العربي لعبد الله كنون: كان رقيق الحاشية، شديد التظرف، غزلا رقيقا بديعا، يجيد الوصف، وله فيه مذهب حسن، وعلى أسلوبه رونق، وفي معانيه عذوبة ولطف وخفة، بل إن جملة شعره وجدان تفيض به روحه، وينفجر به قلبه، فلذلك تجده شديد التأثير في النفس، حسن الموقع منها.

## وفاته
توفي أبو عبد الله محمد ابن عبدون بن قاسم الخزرجي ، أديب وقته وشاعر عصره ، في العشر الأول لذي القعدة سنة 659 هـ بمكناسة .